# Відділення інформатики НАН України
Відділення інформатики НАН України — наукове відділення Секції фізико-технічних і математичних наук НАН України.

## Бюро
Академік-секретар: академік НАН України, професор, доктор фізико-математичних наук Хіміч Олександр Миколайович.
Заступники академіка-секретаря:
- Задирака Валерій Костянтинович — академік НАН України, професор, доктор фізико-математичних наук;
- Ільченко Михайло Юхимович — академік НАН України;
- Крючин Андрій Андрійович — член-кореспондент НАН України, професор, доктор технічних наук.

Учений секретар: кандидат історичних наук Гороховатська Ольга Ярославна.
Члени бюро:
- Андон Пилип Іларіонович — академік НАН України, доктор фізико-математичних наук;
- Анісімов Анатолій Васильович — член-кореспондент НАН України, професор, доктор фізико-математичних наук;
- Гриценко Володимир Ілліч — член-кореспондент НАН України, професор, кандидат технічних наук;
- Згуровський Михайло Захарович — академік НАН України, професор, доктор технічних наук;
- Касьянов Павло Олегович — професор, доктор фізико-математичних наук;
- Петров В'ячеслав Васильович — академік НАН України, професор, доктор технічних наук;
- Сергієнко Іван Васильович — академік НАН України, професор, доктор фізико-математичних наук;
- Федоров Олег Павлович — член-кореспондент НАН України, доктор фізико-математичних наук;
- Шевченко Анатолій Іванович — член-кореспондент НАН України, професор, доктор технічних наук.

## Персональний склад
Академіки (дійсні члени):
| Ім'я                           | Спеціальність                                  | Дата обрання   | Установа                                                                                              |
| ------------------------------ | ---------------------------------------------- | -------------- | --- |
| Андон Пилип Іларіонович        | Інформатика                                    | 6 травня 2006  | Інститут програмних систем НАН України                                                                |
| Боюн Віталій Петрович          | Інформатика                                    | 26 травня 2021 | Інститут кібернетики імені В. М. Глушкова НАН України                                                 |
| Горбулін Володимир Павлович    | Інформаційні технології та стратегічна безпека | 4 грудня 1997  | Інститут проблем національної безпеки України при РНБО України                                        |
| Єрмольєв Юрій Михайлович       | Математична кібернетика                        | 15 січня 1988  | Інститут кібернетики імені В. М. Глушкова НАН України                                                 |
| Задирака Валерій Костянтинович | Комп'ютерні технології та інформаційна безпека | 6 травня 2015  | Інститут кібернетики імені В. М. Глушкова НАН України                                                 |
| Згуровський Михайло Захарович  | Інформатика та обчислювальні системи           | 14 квітня 1995 | Національний технічний університет України «Київський політехнічний інститут імені Ігоря Сікорського» |
| Ільченко Михайло Юхимович      | Телекомунікаційні системи                      | 13 квітня 2012 | Національний технічний університет України «Київський політехнічний інститут імені Ігоря Сікорського» |
| Палагін Олександр Васильович   | Інформатика                                    | 6 травня 2006  | Інститут кібернетики імені В. М. Глушкова НАН України                                                 |
| Редько Володимир Никифорович   | Інформаційні системи                           | 7 квітня 2000  | Київський національний університет імені Тараса Шевченка                                              |
| Сергієнко Іван Васильович      | Обчислювальна математика                       | 15 січня 1988  | Інститут кібернетики імені В. М. Глушкова НАН України                                                 |
| Хіміч Олександр Миколайович    | Математичне моделювання                        | 26 травня 2021 | Інститут кібернетики імені В. М. Глушкова НАН України                                                 |
| Чикрій Аркадій Олексійович     | Інформатика                                    | 7 березня 2018 | Інститут кібернетики імені В. М. Глушкова НАН України                                                 |

Члени-кореспонденти:
| Ім'я                             | Спеціальність                           | Дата обрання   | Установа                                                                                          |
| -------------------------------- | --------------------------------------- | -------------- | ------------------------------------------------------------------------------------------------- |
| Анісімов Анатолій Васильович     | Інформатика                             | 4 лютого 2009  | Київський національний університет імені Тараса Шевченка                                          |
| Анісімов Володимир Владиславович | Системний аналіз і програмування        | 14 квітня 1995 | Київський національний університет імені Тараса Шевченка                                          |
| Гриценко Володимир Ілліч         | Образні інформаційні технології         | 6 березня 2015 | Міжнародний науково-навчальний центр інформаційних технологій і систем НАН України та МОН України |
| Губарев Вячеслав Федорович       | Інформатика                             | 6 травня 2006  | Інститут космічних досліджень НАН України та НКА України                                          |
| Гупал Анатолій Михайлович        | Інформатика                             | 4 лютого 2009  | Інститут кібернетики імені В. М. Глушкова НАН України                                             |
| Кісельова Олена Михайлівна       | Образні інформаційні технології         | 6 березня 2015 | Дніпровський національний університет імені Олеся Гончара                                         |
| Кнопов Павло Соломонович         | Інформатика                             | 13 квітня 2012 | Інститут кібернетики імені В. М. Глушкова НАН України                                             |
| Крак Юрій Васильович             | Інформатика                             | 7 березня 2018 | Інститут кібернетики імені В. М. Глушкова НАН України                                             |
| Крючин Андрій Андрійович         | Інформатика                             | 4 лютого 2009  | Інститут проблем реєстрації інформації НАН України                                                |
| Кузнєцов Микола Юрійович         | Комп'ютерні технології                  | 4 лютого 2009  | Інститут кібернетики імені В. М. Глушкова НАН України                                             |
| Ляшко Сергій Іванович            | Інформатика                             | 16 травня 2003 | Київський національний університет імені Тараса Шевченка                                          |
| Панкратова Наталія Дмитрівна     | Системний аналіз                        | 7 березня 2018 | Інститут прикладного системного аналізу                                                           |
| Савчук Михайло Миколайович       | Інформаційні технології та кібербезпека | 7 березня 2018 | Інститут кібернетики імені В. М. Глушкова НАН України                                             |
| Трофимчук Олександр Миколайович  | Космічні дослідження                    | 13 квітня 2012 | Інститут телекомунікацій та глобального інформаційного простору НАН України                       |
| Федоров Олег Павлович            | Космічні дослідження                    | 6 березня 2015 | Інститут космічних досліджень НАН України та ДКА України                                          |
| Шевченко Анатолій Іванович       | Обчислювальні системи                   | 6 травня 2006  | Інститут проблем штучного інтелекту МОН України та НАН України                                    |

Члени-кореспонденти з інших відділень, які беруть участь у роботі:
| Ім'я                         | Основне відділення             | Спеціальність         | Дата обрання      | Установа                                                            |
| ---------------------------- | ------------------------------ | --------------------- | ----------------- | ------------------------------------------------------------------- |
| Лисенко Володимир Сергійович | Відділення фізики і астрономії | Обчислювальна техніка | 25 листопада 1992 | Інститут фізики напівпровідників імені В. Є. Лашкарьова НАН України |

## Установи
- Кібернетичний центр НАН України
- Інститут кібернетики імені В. М. Глушкова НАН України
- Інститут програмних систем НАН України
- Інститут проблем реєстрації інформації НАН України
- Інститут космічних досліджень НАН України та ДКА України
  - Львівський центр Інституту космічних досліджень НАН України та ДКА України
- Міжнародний науково-навчальний центр інформаційних технологій і систем НАН України та МОН України
- Інститут проблем штучного інтелекту МОН України та НАН України
- Навчально-науковий комплекс «Інститут прикладного системного аналізу» Національного технічного університету України «Київський політехнічний інститут імені Ігоря Сікорського»
- Інститут телекомунікацій і глобального інформаційного простору НАН України

## Періодичні видання
- «Кібернетика і системний аналіз»
- «УСиМ» («Системи керування та комп'ютери»)
- «Проблеми управління та інформатики»
- «Проблеми програмування»
- Український реферативний журнал «Джерело»
- «Реєстрація, зберігання і обробка даних»
- «Кібернетика та обчислювальна техніка»
- «Штучний інтелект»
- «Наука. Релігія. Суспільство»
- «Системні дослідження та інформаційні технології»
- «Математичне моделювання в економіці»